# Silleren
Die Silleren auf dem Gebiet der Gemeinde Adelboden ist eine der grössten Alpen im Berner Oberland. Ihr Gebiet ist im Sommer und Winter ein wichtiges Tourismusgebiet für Adelboden.

## Geschichte
Die Silleren wird bereits im Spätmittelalter urkundlich erwähnt, 200 Jahre vor der ersten Erwähnung von Adelboden. Am 24. September 1290 schenkten die Brüder Arnold und Walter, Freie von Wädiswil, Walters Frau Bertha von Ried auf Lebenszeit die Käse und Zieger der Alpe Silleron. Die Alp muss also damals schon gerodet und als Viehweide benutzt worden sein. Im 17. Jahrhundert wird Schiefer abgebaut, und die Silleren hat des Öfteren Holz für gemeinnützige Bauten gespendet.

## Alpwirtschaft
Die Alp ist unterteilt in Vordersilleren auf der Südostseite und Hintersilleren auf der Nordwestseite eines nordöstlichen Ausläufers des Laveygrats. Sie liegt auf einer Höhe von 1480 bis 2200 m ü. M. Die 467 Hektaren teilen sich auf 387 Hektaren Weideland, 70 Hektaren Waldweide und 10 Hektaren Wildheu.
Silleren ist eine Genossenschaftsalp mit zwölf Sennten, fünf in Vordersilleren, sieben in Hintersilleren, deren meist einfache Gebäude teilweise aus dem 17. und 18. Jahrhundert stammen. Die Sennten haben alle reichlich eigenes Wasser, die Energieversorgung geschieht teils durch Solarzellen, teils durch Dieselgeneratoren. Die Alpen werden von Mitte Juni bis Mitte September bestossen, 340 Stösse während 77 Tagen oder umgerechnet 261 Normalstösse.
Die Milch wird zu Berner Alpkäse AOC und Hobelkäse AOC sowie Alpmutschli verarbeitet, wobei einige der Käse schon bei der Berner Alpkäsemeisterschaft vordere Ränge erreichten. Gekäst wird oft noch in reiner Handarbeit, meistens mit einem Käsekessel auf offener oder geschlossener Feuergrube mit Holzfeuerung. Der Käse wird an private Stammkunden oder lokal in Adelboden verkauft.

## Tourismus
Touristisch erschlossen ist die Silleren seit 1990 durch die Sillerenbahn von Adelboden nach Sillerenbühl. 
Im Sommer ist es ein beliebtes Wandergebiet mit mehrheitlich leichten Bergwanderungen. Zu den Attraktionen gehören ein beschilderter Blumenweg, der Vogellisiweg mit moderner Kunst von lokalen Künstlern sowie Trottinettfahrten mit speziell berggängigen Modellen von Sillerenbühl. 
Im Winter ist die Silleren ein beliebtes Skigebiet mit leichten und mittelschweren Pisten. Es gibt Verbindungen zum Chuenisbärgli und zum Hahnenmoosgebiet. Bis 1990 wurden die Skifahrer jeweils mit Autobussen zum Sillerenbühl gefahren. 